# Partidul Conservator-Democrat
De Partidul Conservator-Democrat (PCD, Nederlands: Conservatief-Democratische Partij) was een Roemeense politieke partij.
De partij ontstond in 1908, toen onder anderen Take Ionescu en Grigore Filipescu uit de Conservatieve Partij (Partidul Conservator) traden uit onvrede over de fusie van die partij met de Constitutionele Partij (Partidul Constitutional) van Petre P. Carp (april 1907).
De PCD was een partij die gesteund werd door de grootgrondbezitters, de adel en de gegoede burgerij. Het week qua partijprogramma weinig af van de Conservatieve Partij. Het grootste verschil was de buitenlandse politiek. De PC was pro-Oostenrijk-Hongaars en pro-Duits, terwijl de PCD anti-Oostenrijk-Hongaars en anti-Duits was. De PCD zag die twee landen als een belemmering voor de stichting van een Groot-Roemeens koninkrijk. De PCD was tegen de Driebond en van begin af aan pro-Entente.
Toen Roemenië overwoog om aan de zijde van de Entente mogendheden deel te nemen aan de Eerste Wereldoorlog, was de PC hier, op enkele leden na, op tegen, terwijl de Nationaal-Liberale Partij (PNL) van premier Ion I. Constantin Brătianu en de PCD hier juist voorstander van waren. Uiteindelijk nam Roemenië ook aan de zijde van de Entente deel aan de strijd.
Na de oorlog wijzigde het politieke landschap in Roemenië - inmiddels twee keer zo groot dankzij de annexaties - danig en de oude partijen, met uitzondering van de PNL, verdwenen van het toneel. De PCD hield zich echter tot aan de dood van Ionescu (1922) staande. Van 18 december 1921 tot 19 januari 1922 was Take Ionescu premier.

## PCD in de regering
De PCD maakte in de volgende perioden deel uit van de regering:
- 14 oktober 1912 - 31 december 1913: Take Ionescu minister van Binnenlandse Zaken
- 11 december 1916 - 28 januari 1918: Take Ionescu minister zonder portefeuille en (10 juli 1917 - 28 januari 1918) vicepremier
- 21 juni 1920 - 18 december 1921: Take Ionescu minister van Buitenlandse Zaken
- 18 december 1921 - 19 januari 1922: Take Ionescu premier en minister van Financiën

## Voetnoten
1. ↑  Een groep onder Nicolae Filipescu